# 1983 v hudbě
Tento článek obsahuje události související s hudbou, které proběhly v roce 1983.

## Události
- Vznik skupiny Megadeth v Los Angeles, USA
- Vznik skupiny Sepultura v Belo Horizonte, Brazílie
- Vznik kapely Kabát, Česko
- Vznik skupiny Sade

## Narození
- 14. září – Amy Winehouse, anglická zpěvačka († 23. července 2011)

## Alba
- domácí
  - Anka Chřestýš & Poslední kovboj – Michal Tučný
  - Křídlení – Synkopy & Oldřich Veselý
  - Mimořádná linka – Hana Zagorová
  - Mince na dne fontán – Marika Gombitová
  - Plaváček – Karel Kryl
  - Stodola Michala Tučného – Michal Tučný
  - The Third Book of Jungle – Progres 2

- zahraniční
  - 10,9,8,7,6,5,4,3,2,1 – Midnight Oil
  - 90125 – Yes
  - Bark at the Moon – Ozzy Osbourne
  - Born Again – Black Sabbath
  - Construction Time Again  – Depeche Mode
  - Crises – Mike Oldfield
  - Europe – Europe
  - Fantastic – Wham!
  - The Final Cut – Pink Floyd
  - The Green Album – Eddie Jobson
  - Jucy Fruits – M TUME
  - Live Evil – Black Sabbath
  - Murmur – R.E.M.
  - Secret Messages – ELO
  - Segue – Chilliwack
  - Music for Supermarkets – Jean-Michel Jarre
  - Human Racing – Nik Kershaw
  - Lick It Up – Kiss
  - White Feathers – Kajagoogoo
  - Madonna – Madonna
  - Script for a Jester's Tear – Marillion
  - Crises – Mike Oldfield
  - Undercover – The Rolling Stones
  - Works – Pink Floyd
  - The Final Cut – Pink Floyd
  - Confusion Is Sex – Sonic Youth
  - Feline – The Stranglers
  - Audentity – Klaus Schulze
  - Seven And The Ragged Tiger – Duran Duran
  - She's So Unusual – Cyndi Lauper
  - Sound Elixir – Nazareth

## Hity
- domácí
  - Karel Zich – Paráda
  - Stanislav Hložek, Petr Kotvald – Sandokan
  - Rangers – Inženýrská
  - František Ringo Čech – Perníková Chaloupka

- zahraniční
  - Culture Club – Do You Really Want To Hurt Me
  - Culture Club – Time
  - Culture Club – Karma Chameleon
  - Dexy's Midnight Runners – Come On Ireene
  - Kaja Goo Goo – Too Shy
  - Spandau Ballet – True
  - Bonnie Tyler – Total eclipse of the heart
  - The Police – Every Breath You Take
  - M TUME – Jucy Fruits
  - Mike Oldfield, Maggie Reilly – Moonlight Shadow
  - Yes – Owner of a Lonely Heart
  - Paul McCartney, Michael Jackson – Say, Say, Say
  - Cyndi Lauper – Girls Just Want To Have Fun
  - Billy Joel – Uptown Girl
  - Duran Duran – The Reflex

## Hudební film
- zahraniční
  - Flashdance